# Dauerfristverlängerung
Dauerfristverlängerung ist ein Begriff aus dem Bereich des Umsatzsteuerrechts. Sie ist in § 16 und § 18 Umsatzsteuergesetz (UStG) und §§ 46 bis 48 Umsatzsteuer-Durchführungsverordnung (UStDV) geregelt. Ein Unternehmer möchte mit dem Antrag auf Dauerfristverlängerung erreichen, dass sein Finanzamt ihm eine einmonatige Frist zur Abgabe seiner Umsatzsteuervoranmeldung gewährt. Eine genehmigte Dauerfristverlängerung gilt nicht nur für die dem Antrag folgende Umsatzsteuervoranmeldung, sondern für sämtliche dem Antrag folgenden Umsatzsteuervoranmeldungen. Sie gilt nicht für die Zusammenfassende Meldung. Der Antrag auf Dauerfristverlängerung ist jedoch nicht zulässig für die Umsatzsteuerjahreserklärung.

## Abgabenrechtliche Einordnung
Der Antrag auf Dauerfristverlängerung als solcher ist weder Steueranmeldung noch Steuererklärung im Sinne der Abgabenordnung (AO). Dennoch handelt es sich hierbei um einen formgebundenen Antrag (§ 18 Abs. 6 UStG, § 48 UStDV). Während die Umsatzsteuervoranmeldung einer Steuerfestsetzung unter dem Vorbehalt der Nachprüfung gleichsteht (§ 168 AO) und den Änderungsvorschriften der Steuerbescheide unterliegt, handelt es sich bei der gewährten Dauerfristverlängerung um einen sonstigen Steuerverwaltungsakt. Er unterliegt damit insbesondere den übrigen Änderungsvorschriften der § 130, § 131 AO. Die unten erwähnte Sondervorauszahlung wiederum ist eine Steueranmeldung, demnach gelten für sie die gleichen Änderungsvorschriften wie für Umsatzsteuervoranmeldungen.

## Formelle Voraussetzungen

### Örtliche Zuständigkeit des Finanzamts § 21 AO

#### Wohnsitz, Sitz oder Geschäftsleitung des Unternehmers im Inland
Hat der Unternehmer seinen Wohnsitz, Sitz oder Geschäftsleitung im Inland § 21 AO, so ist auch der Antrag auf Dauerfristverlängerung, wie die Umsatzsteuervoranmeldung, bei dem Finanzamt abzugeben, von dessen Bezirk aus der Unternehmer sein Unternehmen im Geltungsbereich des Gesetzes ganz oder vorwiegend betreibt.

#### Wohnsitz, Sitz oder Geschäftsleitung des Unternehmers im Ausland
Die Zuständigkeit der Finanzämter ist für ausländische Unternehmer nach ausländischen Staaten aufgeteilt. D. h. für jeden ausländischen Staat ist in Deutschland nur ein einziges Finanzamt zuständig. Zum Beispiel bearbeitet das Finanzamt in Konstanz sämtliche Anträge auf Dauerfristverlängerung für Unternehmer mit Wohnsitz, Sitz oder Geschäftsleitung in Liechtenstein.

#### Anmerkung zur örtlichen Zuständigkeit
Nach dem reinen Gesetzestext ist der Eingang des Antrages bei irgendeiner deutschen Behörde ausreichend. Allerdings kann ein Antrag erst bearbeitet werden, wenn die zuständige Behörde und die zuständige Stelle innerhalb der Behörde Kenntnis vom Antrag erhält. Solange der Antrag also noch zur zuständigen Behörde unterwegs ist, wird sich die Behörde tatsächlich so verhalten, als ob kein Antrag gestellt worden wäre.

### Elektronische Abgabe oder Abgabe auf Papier
Die Abgabe des Antrags erfolgt grundsätzlich elektronisch (siehe auch Steuerdaten-Übermittlungsverordnung – StDÜV). Für die elektronische Übermittlung kann das von der Finanzverwaltung eingerichtete ELSTER-Portal genutzt werden oder die Software von Drittanbietern, die ELSTER unterstützen. Allerdings kann das Finanzamt im Einzelfall nach Ermessen zur Vermeidung unbilliger Härten die Abgabe des Antrags auf Papier zulassen.

## Fristgerechter Eingang des Antrags

### Verpflichtung zur monatlichen Abgabe der Umsatzsteuervoranmeldungen
Der „Monatszahler“ muss seinen Antrag bis spätestens 10.02. eingereicht haben, damit dieser für das laufende Kalenderjahr Wirkung entfalten kann. Im ersten Jahr nach der Gründung ist jeder Unternehmer „Monatszahler“. Eine Umstellung auf „Quartalszahler“ ist im ersten Jahr nicht möglich.

### Verpflichtung zur vierteljährlichen Abgabe der Umsatzsteuervoranmeldung
Der „Quartalszahler“ muss seinen Antrag bis spätestens 10.04. eingereicht haben, damit dieser für das laufende Kalenderjahr Wirkung entfalten kann.

### Befreiung von der Abgabe der Umsatzsteuervoranmeldungen
Für jemanden, der nicht verpflichtet ist, Umsatzsteuervoranmeldungen abzugeben, entfaltet der Antrag keine Wirkung. Somit geht der Antrag ins Leere.

## Besonderheit: Sondervorauszahlung
Bei Unternehmern mit der Verpflichtung zur monatlichen Abgabe von Umsatzsteuervoranmeldungen ergeht die Dauerfristverlängerung nur unter der Auflage der Anmeldung einer Sondervorauszahlung. Die Sondervorauszahlung beträgt jährlich 1/11 der Summe der Umsatzsteuervorauszahlungen für das vorangegangene Kalenderjahr (§ 47 Abs. 1 und § 48 Abs. 2 UStDV). Wurden im Vorjahr bereits Sondervorauszahlungen geleistet, sind diese für die Berechnung der Sondervorauszahlungen des laufenden Jahres aus der Summe der Umsatzsteuervorauszahlungen des Vorjahres herauszurechnen. Die Sondervorauszahlung wird auf dem gleichen Vordruck wie die Dauerfristverlängerung angemeldet. In der Umsatzsteuervoranmeldung für Dezember rechnet sich der Unternehmer dann die Sondervorauszahlung wieder als Erstattung an. Dieses Verfahren soll einen möglichen Zinsvorteil abschöpfen, welchen sich der Unternehmer durch spätere Zahlung der Umsatzsteuervorauszahlungen verschafft. Die Sondervorauszahlung ist zum 10.02. jährlich anzumelden und zu entrichten.
- Beispiel: Ein Unternehmer hat im vergangenen Kalenderjahr eine Sondervorauszahlung i.H.v. 16.000 EUR angemeldet. Ebenfalls im vergangenen Kalenderjahr hat er Umsatzsteuervorauszahlungen von insgesamt 50.000 EUR angemeldet. In der Umsatzsteuervoranmeldung für Dezember des vergangenen Jahres hat er sich seine Sondervorauszahlung i.H.v. 16.000 EUR anrechnen lassen. Die tatsächlich abgeführte Steuer beträgt also 50.000 EUR + 16.000 EUR = 66.000 EUR. Somit beträgt die Sondervorauszahlung für das laufende Kalenderjahr 66.000 EUR × 1/11 = 6.000 EUR (anzumelden und zu zahlen bis zum 10.02. des laufenden Jahres).

## Zeitliche Wirkung der Dauerfristverlängerung

### Beginn der Dauerfristverlängerung
- Der Antrag ist wirksam beim Finanzamt eingegangen, wenn die formellen Voraussetzungen erfüllt sind und er fristgerecht eingegangen ist.
- Der Antrag wurde vom Finanzamt nicht abgelehnt (einen Bewilligungsbescheid erteilt das Finanzamt nicht). Ablehnungsgrund kann jeder Hinweis sein, der zur Schlussfolgerung führt, dass der Steueranspruch des Staates durch eine Dauerfristverlängerung gefährdet erscheint (§ 46 Satz 2 UStDV). Anbei nur eine exemplarische und keinesfalls vollständige Auflistung möglicher Ablehnungsgründe:
  - eine laufende Ermittlung der Steuerfahndung
  - eine Verurteilung in einem Steuerstrafverfahren (Verwarnung, Geldstrafe, Freiheitsstrafe)
  - ein laufendes Steuerstrafverfahren (auch wenn es noch nicht eröffnet wurde)
  - ein abgeschlossenes Steuerordnungswidrigkeitenverfahren (Verwarnung, Bußgeld)
  - ein laufendes Steuerordnungswidrigkeitenverfahren (auch wenn es noch nicht eröffnet wurde)
  - Erkenntnisse von Betriebsprüfung, Umsatzsteuersonderprüfung, Umsatzsteuernachschau (z. B.: Kontrollmitteilungen lassen sich in der Buchführung des Unternehmers nicht nachvollziehen)
  - Versäumnis von steuerlichen Pflichten des Unternehmers in der Vergangenheit (z. B.: verspätete Abgabe von Steueranmeldungen und/oder Steuererklärungen, verspätete Zahlung von Steuerschulden)
  - allgemeine Anhaltspunkte, die sich aus dem internen Risikomanagement der deutschen Finanzverwaltungen ergeben (Anzeichen sprechen evtl. für eine Beteiligung an einem Umsatzsteuerkarussellgeschäft, Anzeichen sprechen evtl. für eine baldige Insolvenz)

Anmerkung: Die oben genannten Hinweise können sich sowohl gegen den Unternehmer selbst, wie auch gegen Mitarbeiter der Geschäftsleitung richten. Fehlverhalten und Versäumnisse eines Auftragnehmers, Arbeitnehmers, gesetzlichen Vertreters oder vertraglichen Vertreters muss der Auftraggeber, Arbeitgeber, Vertretene regelmäßig gegen sich gelten lassen.

### Beendigung Dauerfristverlängerung
Sowohl der Unternehmer wie auch das Finanzamt können die Dauerfristverlängerung widerrufen. Das Finanzamt kann die Dauerfristverlängerung widerrufen, wenn der Steueranspruch gefährdet erscheint. Der Unternehmer hingegen benötigt keine Begründung für den Widerruf.
Die Dauerfristverlängerung gilt somit auch über das Ende des Kalenderjahres hinaus, selbst dann, wenn der Steuerpflichtige keine Umsatzsteuer-Sondervorauszahlung anmeldet (diese wird dann vom Finanzamt angemahnt).

## Wirkung der Dauerfristverlängerung
Die Dauerfristverlängerung bewirkt, dass der Unternehmer seine Umsatzsteuervoranmeldungen erst einen Monat später beim Finanzamt abgeben muss. Fällt der Tag der Abgabe auf einen Samstag, Sonntag oder Feiertag, hat die Abgabe am nächsten Arbeitstag zu erfolgen.
| Umsatzsteuervoranmeldung (UStVA) | regulärer Abgabezeitpunkt | Abgabezeitpunkt mit Dauerfristverlängerung |
| --- | ------------------------- | ------------------------------------------ |
| UStVA Januar 2017 und spätestmögliche Abgabe des Antrags auf Dauerfristverlängerung 2017 und Anmeldung der Sondervorauszahlung 2017 bei Unternehmern mit monatlicher Abgabe der UStVA               | 10. Februar 2017          | 10. März 2017                              |
| UStVA für Februar 2017 | 10. März 2017             | 10. April 2017                             |
| UStVA für März 2017 | 10. April 2017            | 10. Mai 2017                               |
| UStVA für 1. Quartal 2017 und spätestmögliche Abgabe des Antrags auf Dauerfristverlängerung 2017 und Anmeldung der Sondervorauszahlung 2017 bei Unternehmern mit vierteljährlicher Abgabe der UStVA | 10. April 2017            | 10. Mai 2017                               |
| UStVA für April 2017 | 10. Mai 2017              | 10. Juni 2017                              |
| UStVA für Mai 2017 | 10. Juni 2017             | 10. Juli 2017                              |
| UStVA für Juni 2017 | 10. Juli 2017             | 10. August 2017                            |
| UStVA für 2. Quartal 2017 | 10. Juli 2017             | 10. August 2017                            |
| UStVA für Juli 2017 | 10. August 2017           | 10. September 2017                         |
| UStVA für August 2017 | 10. September 2017        | 10. Oktober 2017                           |
| UStVA für September 2017 | 10. Oktober 2017          | 10. November 2017                          |
| UStVA für 3. Quartal 2017 | 10. Oktober 2017          | 10. November 2017                          |
| UStVA für Oktober 2017 | 10. November 2017         | 10. Dezember 2017                          |
| UStVA für November 2017 | 10. Dezember 2017         | 10. Januar 2018                            |
| UStVA für Dezember 2017 | 10. Januar 2018           | 10. Februar 2018                           |
| UStVA für 4. Quartal 2017 | 10. Januar 2018           | 10. Februar 2018                           |